# ARL13A
ARL13A (англ. ADP ribosylation factor like GTPase 13A) – білок, який кодується однойменним геном, розташованим у людей на X-хромосомі. Довжина поліпептидного ланцюга білка становить 290 амінокислот, а молекулярна маса — 33 003.
| 10         |  | 20         |  | 30         |  | 40         |  | 50         |
| ---------- |  | ---------- |  | ---------- |  | ---------- |  | ---------- |
| MFRLLSSCCS |  | CLRTTEETRR |  | NVTIPIIGLN |  | NSGKTVLVEA |  | FQKLLPSKTD |
| HCMKSELTTL |  | LLDEYELSIY |  | DLNGDLKGRE |  | AWPNYYAQAH |  | GLVFVLDSSD |
| IRRMQEVKII |  | LTHLLSDKRV |  | AGKPILILAN |  | KQDKKKALMP |  | CDIIDYLLLK |
| KLVKENKCPC |  | RVEPCSAIRN |  | LERRNHQPIV |  | EGLRWLLAVI |  | DTCQLPPTSS |
| ISISKNNTGS |  | GERCSSHSFS |  | TRTGMSKEKR |  | QHLEQCSIEA |  | KPLKSILQKE |
| GTRLWSKKNM |  | SVTFALDEPM |  | KEGECSRRMR |  | AQNTTKLCYN |  |            |

A: Аланін

C: Цистеїн

D: Аспарагінова кислота

E: Глутамінова кислота

F: Фенілаланін

G: Гліцин

H: Гістидин

I: Ізолейцин

K: Лізин

L: Лейцин

M: Метіонін

N: Аспарагін

P: Пролін

Q: Глутамін

R: Аргінін

S: Серин

T: Треонін

V: Валін

W: Триптофан

Задіяний у такому біологічному процесі, як альтернативний сплайсинг. 
Білок має сайт для зв'язування з нуклеотидами, ГТФ. 